# 彭明輝 (工程學家)
彭明輝，中華民國學者、作家、社會評論家。新竹中學畢業、國立成功大學機械工程學系學士、國立清華大學動力機械所碩士、英國劍橋大學控制工程博士、國立清華大學動力機械學系榮譽退休教授。彭明輝關注臺灣農業與發展問題，著有《台灣糧食危機關鍵報告》、《2020台灣的危機與挑戰》等書。

## 主張
- 2011年4月，彭明輝抨擊中華民國教育部五年五百億計畫及大學評鑑，亦點名國立臺灣大學與國立清華大學等為此計畫侵占農地[1]。
- 2006年6月，工人立法行動委員會等社運團體在行政院青年輔導委員會台北青年交流中心舉辦針對服務貿易總協定（GATS）的座談會「破解GATS密碼」，彭明輝在會上播放他製作的投影片《GATS關妳啥事》。彭明輝說，他不好意思叫基層勞工在為每日生活奔波之際參加抗爭，其實最應該參加抗爭活動的是大學教授們；他身為清大的老師，即使他時常參與相關活動，但整體而言，清大還是對不起這個社會[2]。
- 彭明輝跨領域批判，台灣與大陸簽署服貿協議影響台灣出版自由甚鉅；但遭出版界名人陳穎青（老貓）指出對出版自由的定義錯誤，以及「知識分子不應該以人民素質低落為藉口，把讀者訓練成媽寶，為他們篩選什麼能看、什麼不行」、「讓所有言論都能出現，自由體系才會產生強大的生命力，這才是對自由體系最好的防禦，建立防火牆只會得到相反的結果」[3] [4]。

## 政治立場

### 發起憲法133實踐聯盟及罷免運動
2013年8月14日，彭明輝與導演柯一正、作家馮光遠、環保法律人文魯彬、作家南方朔、音樂人林生祥等發起憲法133實踐聯盟，推動罷免「曲從馬意、違反民意」的立法委員，以促進台灣民主深化，讓代議士知道民主不是只有4年1次的選舉，罷免更不是只寫在《中華民國憲法》第17條與第133條的空話。聯盟發表「公民罷免運動聲明」，指出：「馬英九無能還到處放火，上任後不僅633跳票，執政無方導致經濟疲弱，不思國營事業改革，卻悍然堅持油電雙漲，無視民生疾苦。這個政權以野蠻的態度回應人民理性的訴求，以粗暴的權力踐踏台灣的民主自由，罔顧民間反對聲浪，護航危害後世未來的恐怖核四，背棄基本誠信，縱容土豪強奪民地，黑箱作業急忙密簽禍國殃民的服貿協議，馬政權根本是一個無法被文明說服的獨裁寡頭。只有具體的行動，才能矯正這個政權的傲慢偏差！但因罷免總統門檻太高，將發動從各選舉區罷免馬系立委下手。」

### 聲援「大埔強拆民宅事件滿月重返凱道」行動
2013年8月18日，由台灣農村陣線發起的「大埔強拆民宅事件滿月重返凱道」行動，超過兩萬民眾走上總統府前凱達格蘭大道，提出「道歉賠償、地歸原主、徹查弊案、立即修法」等訴求。彭明輝在「八一八把國家還給人民」晚會上發言表示，當正、副總統馬英九、吳敦義身邊的警察越來越多，而人民繼續堅持下去，馬英九身邊將只有警察，卻看不見人民，「中華民國總統將會被警察包圍」。想像未來3年吳敦義所到之處，就會有人抗議、有人喊「白賊」。彭明輝說，當監獄擠爆的那一天，法律就失效了，政府就垮了，「當1萬個人站上街頭的時候，全台灣沒有1個監獄關得進我們的良心」。他強調，這是一場意志力的比賽，我們不需要暴力，因為正義是站在我們這邊。

### 批評一大堆瘋狗、奴才、人渣
2014年4月7日，彭明輝寫給太陽花學運學生：「最近，很多不要臉的大學教授、名嘴、扛著工會旗號的國民黨黨工在各種媒體上大放厥詞，用各種歪理和不要臉的論述抹黑學生、打壓學運學生。我看了不恥、不屑、噁心到懶得一一批駁。我要勸學運的學生們，不用理這一大堆瘋狗、奴才、人渣。社會上永遠有這種人，這種人整天在用噁心的手段討好他們的主子──豬吃豬食，狗吃狗食，這群人渣注定要靠這些噁心的言論和手段活下去。It's their nature, they cannot help.」
2013年8月3日，彭明輝批評民主進步黨：「（民進黨）少數政治人物綁架了一群不甘心投票給國民黨的鐵票部隊，不需要組織經營，也不需要實際的政治作為，就能瓜分35%的鐵票。……社運圈有些人在最悲憤的時候會罵民進黨不長進，我再怎麼悲憤都覺得社運團體的力量遠比民進黨可靠。……要改變國民黨很難，要改變民進黨也很難──不過至少比改變國民黨容易。如果你真的是關愛民進黨的『進步份子』，就該用選票淘汰掉民進黨裡面的毒蟲，才有機會改變民進黨。我相信，『寧可投票給第三黨，也不投票給民進黨內的敗類』是改變民進黨唯一的辦法，而且也沒有損失，大不了因而培養出一個值得栽培的第三黨。……一個再爛都可以瓜分35%鐵票的利益團體，絕對不可能有改革的動力，只會在內部瓜分利益的爭權奪利中日益腐敗下去！……我不反對學者加入政黨，但是像我這樣堅持永遠跟執政黨對立的人是不該有任何黨籍與顏色的。」
2014年12月10日，彭明輝在其部落格發文〈在柯P身上看見陳水扁的影子〉，批評14、15號公園反拆遷運動時期臺北市政府都市發展局局長張景森在反拆遷運動中的言行，斥責張景森是「民進黨中我最痛恨、鄙視的人之一」、「英語裡頭沒有『人格』（integrity）的人」。張景森提起刑事訴訟，控告彭明輝毀謗。2016年4月4日，張景森撤回刑事訴訟；但之後張景森提起民事訴訟，請求彭明輝賠償名譽損害新台幣200萬元、登報道歉、刪除〈在柯P身上看見陳水扁的影子〉。2017年7月31日，臺灣臺北地方法院判決，認為彭明輝已在其能力範圍內善盡查證義務、且以基於查證之事實作出合理之推測，故駁回張景森的全部請求；張景森表示，彭明輝抹黑他曾經在反拆遷運動中說過「老人不搬也會死」，他將提起上訴。
2015年2月9日，彭明輝說，台灣社會的進步有一部分應該歸功於民進黨，因為民進黨人在黨外運動時期通過台灣地下電台提高許多民眾的民主素養；民進黨開始墮落的那一天起，他們也停止開發及散播進步思想，「而只會製造工農與軍公教的對立，用洗腦和謊言鞏固政權與板塊」。2015年12月28日，彭明輝補充，民進黨的律師世代對選票的興趣遠高於教育選民，甚至用愚民手法綁架一大堆深綠與淺綠的鐵票，才使得進步的力量變成腐敗的力量。

### 批評王金平司法關說案
2013年9月18日，彭明輝說，立法院院長王金平涉入司法關說案持續延燒，台北地方法院裁定對王金平有利的假處分，王金平「黨員身分保衛戰」的訴訟可能必須過了2016年才能走完全程，國民黨到那時才開除王金平黨籍已經毫無意義。於是，「現實面上看起來，王金平似乎會毫髮無傷；柯建銘呢？完全沒事。民進黨忙著追殺馬英九，故意忘了柯建銘才是整個事件的男主角和問題的源頭呢！從這角度看，真的是沒天理！」他說，本案將這個社會分裂成兩個義正詞嚴的對立陣營：一派擁馬、一派反馬，目前最大贏家是王金平、柯建銘與民進黨，「而人民永遠都是輸家」；只有民主制度、而沒有進步的選舉文化與媒體文化，只有政黨、而沒有政黨內外的良性競爭機制，這才是今天最大的問題；媒體的社會功能蕩然無存，再大的憲政危機都可以當成八點檔連續劇來報導，再複雜的事件都可以一窩蜂地從單一角度去報導與評論，因此「政治人物要甩脫責任，只需簡單的愚民技巧就夠了」。

### 對軍公教18%
清華大學教授彭明輝強調並對政府發話：「要改革18％可以！兩黨主席都必須先出來為自己的錯誤政策道歉，並且說清楚哪些人沒有從18％裡得到不當利益，為這些人的被污名化道歉，所有媒體也必須要出來對這些人道歉！」「至於彭明輝的18％，他說要拿回去不難，只有三個條件：（1）政府與立法院從此戒除對財團的不當利益輸送，把節省下來的錢（每年至少數千億）用來改善農民與工人的待遇；（2）政府保證從軍公教扣除的18％利息全部專款專用，用於額外加強勞工退休福利；（3）政府出面為18％制度設計的錯誤出來道歉，陳水扁與民進黨主席同時出來對包括我在內的所有被污名化的軍公教人員道歉。」

## 爭議與批評
彭明輝致力於推廣跨領域學習、研究與對話，本人經常對其他領域發表意見，然而其論述經常被相關領域專業人士批評有誤讀、誤解、誤用。
- 2011年10月，於蘋果公司創始人賈伯斯逝世後，彭明輝撰文指賈伯斯雖聰明過人，卻未對人類做出有意義的事。該文在臉書引發論戰，事後彭刪文並另撰一篇《聰明要怎麼用？》代替，「宅神」朱學恒30日評論此風波：「砍文輸一半哪」[23]。
- 2012年4月3日，獨立青年媒體《行南季刊》報導[24]，2011年底，彭明輝多次於部落格撰文批判英美分析哲學；多名大學哲學相關科系學生與研究生認為其指責過當，並各自撰文回應，其中包括經營哲學部落格《哲學哲學雞蛋糕》而成名的國立中正大學哲學研究所研究生朱家安。[25]
- 2013年11月，彭明輝出版其著作《有核不可？：擁／反核的33個關鍵理由》，自述整理了豐富的研究報告及多元觀點，試圖深度解析核能與核四議題，並為台灣未來發展方向提供重要參考。[26]但該書許多論述被質疑有重大瑕疵：
  - 吉興工程顧問公司董事長陳立誠曾於其《台灣能源》部落格撰文指出該書有許多瑕疵，如：
    1. 將國科會減碳效益10.86億美元算錯了100倍而成為1086億美元；此一天文數字的錯誤，竟是書中認為不建核四甚至廢核都不影響電價的最重要立論基礎。
    2. 針對核電除役成本、新建電廠成本、加計核災成本等論述，均為錯誤資訊。
    3. 對電力裝置容量大小影響發電成本程度之認知錯誤[27]。[28]

對此，彭明輝事後撰文回應指陳與台電有利益關係，其批評亦過於片面，不願多作回應。[29]
- 2014年8月3日，彭明輝發起的「台灣關鍵數據網[永久]」和中文維基百科合作舉辦「核電議題工作坊」，集結寫手要撰寫中文維基百科內容。清大核工系教授李敏和一群核能流言終結者成員以監督為由，前往參與該活動。[30][31]會中核能流言終結者質疑彭簡報中的「台電發電成本」數據來源不詳，事後請求彭提供明確來源，卻未獲正面回應。核能流言終結者創辦人之一、國家政策研究基金會永續發展組研究專員黃士修事後以專文分析，認為該數據是基於對官方資料之錯誤演繹而成。[32]

## 著作
- 《糧食危機關鍵報告：台灣觀察》（商周出版，2011）
- 《生命是長期而持續的累積：彭明輝談困境與抉擇》（聯經出版，2012）
- 《2020台灣的危機與挑戰》（聯經出版，2012）
- 《活出生命最好的可能：彭明輝談現實與理想》（聯經出版，2013）
- 《有核不可？：擁／反核的33個關鍵理由》（天下文化，2013）
- 《崇高之美：彭明輝談國畫的情感與思想》（聯經出版，2014）
- 《人生如果是一個（ ），你想填入什麼？》（聯經出版，2014）
- 《研究生完全求生手冊：方法、秘訣、潛規則》（聯經出版，2017）
- 《欲望的美學：心靈世界的陷阱與門徑》 （聯經出版，2020）

## 外部連結
- 清大彭明輝的部落格 （页面存档备份，存于）
- 清華大學動力機械學系網頁 （页面存档备份，存于）
- 彭明輝／薪火集 - 獨立評論@天下 - 天下雜誌 （页面存档备份，存于）